# Капотости, Леонардо
Леонардо Капотости (итал. Leonardo Capotosti; род. 24 июля 1988, Терни, Умбрия) — итальянский легкоатлет, специалист по барьерному бегу. Выступал за сборную Италии по лёгкой атлетике в 2006—2019 годах, обладатель бронзовой медали Всемирных военных игр, бронзовый призёр командного чемпионата Европы, двукратный чемпион Италии в беге на 400 метров с барьерами.

## Биография
Леонардо Капотости родился 24 июля 1988 года в городе Терни, Умбрия.
Впервые заявил о себе на международном уровне в сезоне 2006 года, когда вошёл в состав итальянской сборной и выступил в беге на 400 метров с барьерами на юниорском мировом первенстве в Пекине.
В 2007 году отметился выступлением на юниорском европейском первенстве в Хенгело, бежал 400 метров с барьерами и эстафету 4 × 400 метров.
В 2008 году участвовал в зачёте 400-метрового барьерного бега на молодёжном европейском первенстве в Каунасе.
В 2011 году в беге на 400 метров с барьерами выиграл бронзовую медаль на Всемирных военных играх в Рио-де-Жанейро. Будучи студентом, представлял Италию на Всемирной Универсиаде в Шэньчжэне, где в той же дисциплине дошёл до стадии полуфиналов.
В 2014 году одержал победу на чемпионате Италии в Риети. Благодаря этому успешному выступлению удостоился права защищать честь страны на чемпионате Европы в Цюрихе — в программе бега на 400 метров с барьерами остановился в полуфинале.
В 2015 году защитил звание национального чемпиона в барьерном беге на 400 метров, выиграв соревнования в Турине. На командном чемпионате Европы в Чебоксарах с личным рекордом 49,93 финишировал третьим, уступив лишь россиянину Денису Кудрявцеву и поляку Патрику Добеку. На Всемирных военных играх в Мунгёне в финал не вышел.
Успешно выступал на клубном уровне, завершил спортивную карьеру по окончании сезона 2019 года.